# Méthode des kangourous de Pollard
Pour les articles homonymes, voir Kangourou (homonymie).
La méthode des kangourous permet de résoudre le problème du logarithme discret, elle est due à John M. Pollard, et a été publiée en 1978. Il ne doit pas être confondu avec l'algorithme rho de Pollard pour les logarithmes, bien que publié dans le même papier par John M. Pollard en 1978. Il s'agit d'une variante de l'algorithme rho de Pollard, basée sur un résultat de probabilités du paradoxe des anniversaires. De ce fait, l'algorithme n'est pas déterministe.